# Groaza (miniserial)
Groaza (în engleză Rose Red) este un miniserial TV american de groază din 2002 scris de Stephen King, regizat de Craig R. Baxley. În rolurile principale au interpretat actorii Nancy Travis, Matt Keeslar, Julian Sands, Kimberly J. Brown, David Dukes, Melanie Lynskey, Matt Ross și Emily Deschanel. Acțiunea are loc într-un conac bântuit situat în Seattle, Washington, numit Rose Red. Datorită istoriei sale îndelungate de evenimente supranaturale și tragedii inexplicabile, casa este investigată de parapsihologul Dr. Joyce Reardon și de o echipă de psihici supradotați. 

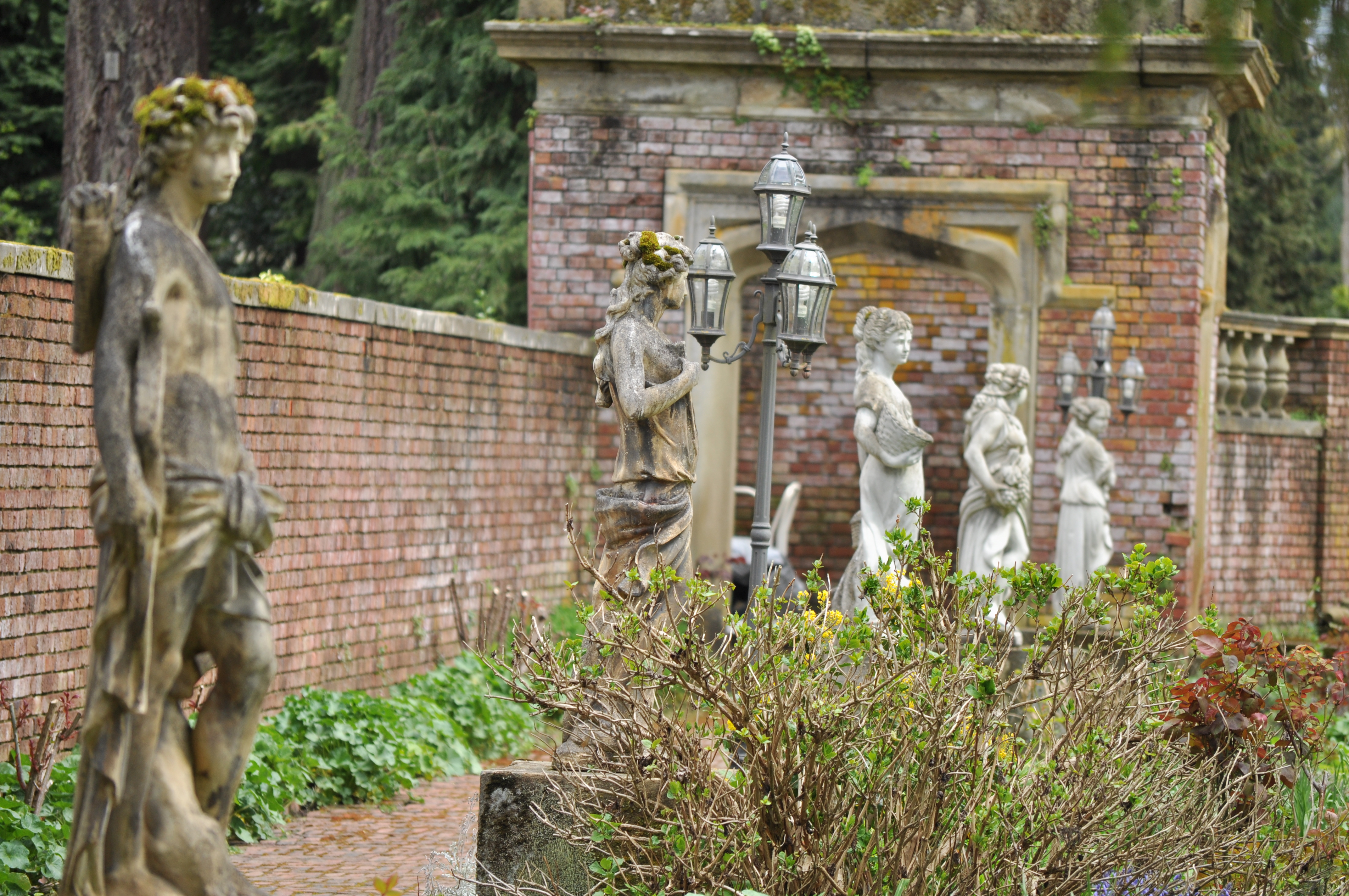
Moșia Thornewood unde au avut loc filmări de exterior

Inițial gândit ca un film de lung metraj, scriitorul Stephen King i-a prezentat ideea pentru Rose Red lui Steven Spielberg în 1996, imaginându-l ca pe un remake al filmului Casa bântuită (The Haunting) al lui Robert Wise din 1963 (care în sine se baza pe romanul lui Shirley Jackson din 1959, The Haunting of Hill House). În 1999, un film cinematografic a fost realizat, Castelul bântuit (The Haunting, r. Jan de Bont), după care scenariul lui King a fost revizuit și extins ca un miniserial. În scrierea scenariului TV, King a încorporat o varietate de influențe, inclusiv elemente din romanul lui Jackson, precum și despre Winchester Mystery House din San Jose, California. Decorul a fost schimbat de la Los Angeles la Seattle după ce echipa de producție a reușit să-și asigure moșia Thornewood din Lakewood ca loc de filmări. Rose Red a fost filmat în toamna anului 2000 în Seattle și Lakewood, iar filmările principale s-au încheiat la mijlocul lunii decembrie. Post-producția a durat aproximativ șase luni, timp în care au fost adăugate diferite efecte speciale în miniserial. 
Rose Red a avut premiera în Statele Unite pe canalul ABC la 27 ianuarie 2002, fiind transmis timp de trei nopți consecutive, perioadă în care a avut peste 18,5 milioane telespectatori. 
Un film de televiziune care servește ca prequel, Jurnalul lui Ellen Rimbauer (The Diary of Ellen Rimbauer), bazat pe romanul lui Ridley Pearson, a fost lansat în 2003. Spre deosebire de Rose Red, King nu s-a implicat în niciun fel la acest film.

## Distribuție

### Personaje din prezent
- Nancy Travis - Dr. Joyce Reardon, profesoară de parapsihologie
- Matt Keeslar - Steven Rimbauer, descendent al familiei Rimbauer
- Melanie Lynskey - Rachel "Sister" Wheaton, o chelneriță și sora mai mare a lui Annie
- Kimberly J. Brown - Annie Wheaton, o adolescentă autistă cu puteri telechinetice
- Judith Ivey - Cathy Kramer,  membru al grupului de cercetare cu puteri de psihografie (Scriere automată)
- Matt Ross - Emery Waterman, psihic cu retrocogniție, fost asistent al detectivilor de la omucidere
- Julian Sands - Nick Hardaway, psiholog telepatic
- Emily Deschanel - Pam Asbury, o gazdă de televiziune cu abilități psihometrice
- Kevin Tighe - Victor Kandinsky,  psihic cu precogniție
- David Dukes - Dr. Carl Miller, șef secție psihologie
- Laura Kenny - Patricia Waterman,  mama lui Emery Waterman
- Jimmi Simpson - Kevin Bollinger, reporter al ziarului de la colegiu
- Stephen King - cel care livrează Pizza[1]

### Personaje din trecut
- John Procaccino - John P. Rimbauer, magnat petrolier, proprietar original al conacului Rose Red; ucis de Ellen și Sukeena
- Julia Campbell - Ellen Gilchrist-Rimbauer, soția lui John; a dispărut în conacul Rose Red
- Tsidii Le Loka - Sukeena, slujitoarea lui Ellen; slujnica lui Ellen; a dispărut în conacul Rose Red
- Justin T. Milner - Adam Rimbauer, fiul lui John și Ellen
- Paige Gordon - April Rimbauer, fiica lui John și Ellen; a dispărut în conacul Rose Red
- Yvonne Sciò - Deanne Petrie, actrița și prietena lui Ellen; a dispărut în conacul Rose Red
- Don Alder - Douglas Posey,  fostul partener de afaceri al lui John; s-a sinucis în conacul Rose Red